# Apogonia purpurascens
Apogonia purpurascens är en skalbaggsart som beskrevs av Conrad Ritsema 1913. Apogonia purpurascens ingår i släktet Apogonia och familjen Melolonthidae. Inga underarter finns listade i Catalogue of Life.